# Celestus cyanochloris
Celestus cyanochloris är en ödleart som beskrevs av  Cope 1894. Celestus cyanochloris ingår i släktet Celestus och familjen kopparödlor. Inga underarter finns listade i Catalogue of Life.